# Prochilodus vimboides
Prochilodus vimboides és una espècie de peix de la família dels proquilodòntids i de l'ordre dels caraciformes.
Pot atènyer fins a 33 cm de longitud total. És un peix d'aigua dolça i de clima subtropical que viu a la conca del riu São Francisco, àrees orientals del riu Paranà i rius costaners del Brasil entre els rius Jequitinhonha i Paraíba.